# Gorlice (stacja kolejowa)
Gorlice – stacja kolejowa w Gorlicach, w województwie małopolskim, w Polsce. Jest stacja końcową linii z Gorlic Zagórzan.
Budynek stacyjny, mieszczący się na ul. Bardiowskiej 4, wybudowano w stylu galicyjskich dworców kolejowych. Obecnie nie jest używany zgodnie z pierwotnym przeznaczeniem. Piętro zajmują mieszkania, a na parterze znajdują się siedziby prywatnych firm nie związanych z transportem kolejowym.

## Ruch pasażerski
| Rok  | Wymiana pasażerska na dobę |
| ---- | -------------------------- |
| 2017 | 0-9                        |
| 2022 | 0-9                        |

W 2006 roku zawieszono ruch pociągów pasażerskich do stacji Gorlice.
Od 12 grudnia 2010 do 11 grudnia 2011 stacja była obsługiwana przez zastępczą komunikację autobusową Przewozów Regionalnych. Na stacji zatrzymywały się trzy pary autobusów linii Stróże – Biecz i Biecz – Stróże.
1 kwietnia 2016 Przewozy Regionalne uruchomiły weekendowe połączenia Jasło/Rzeszów Główny – Gorlice.